# باد بون
باد بون (بالإنجليزية: Bud Boone)‏ هو مهندس أمريكي، ولد في 1931.